# La Double Vie de Samantha
Pour les articles homonymes, voir The Client List.
Ne pas confondre avec The Client List, la série télévisée inspirée du téléfilm.
Pour plus de détails, voir Fiche technique et Distribution.
La Double Vie de Samantha (The Client List) est un téléfilm américain réalisé par Eric Laneuville et diffusé le 19 juillet 2010 sur la chaîne Lifetime.
Ce téléfilm met en scène Jennifer Love Hewitt. Une dramatisation fictive d'un scandale de prostitution en 2004 au Texas, il suit Samantha Horton, une mère de trois enfants qui se tourne vers la prostitution pour combler le manque d'argent de sa famille.
En France, le téléfilm a été diffusé le 23 janvier 2012 sur M6 puis rediffusé le 27 juin 2013 et le 7 novembre 2014 sur la même chaîne.

## Synopsis
Samantha « Sam » Horton est une ancienne reine de beauté du Texas, mère de trois enfants, et massothérapeute au chômage avec des difficultés financières et la menace de forclusion sur sa maison. Son mari, Rex, un ancien joueur de football, souffre de complications au genou et ne peut pas travailler. Elle postule pour un emploi à un salon de massage dans une ville voisine et est rapidement embauchée. Cependant, elle découvre que les masseuses qui y travaillent sont en fait des prostituées au service des membres éminents de la société.
À court d'argent, Sam se rend compte qu'il n'y a pas d'autres options et décide d'accepter de devenir une prostituée. Elle commence à travailler sous le nom de « Brandy », ment à son mari et sa mère afin de leur cacher la nature réelle de son travail. Sam gagne beaucoup d'argent. En plus de l'argent, ses clients lui donnent des bijoux de luxe et certains l'ont même demandée en mariage.
Sam prend le plus d'heures, tandis que Rex prend un emploi d'« exterminateur », et exprime des préoccupations au sujet des heures qu'elle a travaillées. Elle est épuisée et se sent coupable jusqu'à la suggestion d'un de ses clients préférés. Sam se tourne vers la cocaïne pour faire face à ce qu'elle fait et devient vite accro…

### Fiche technique
Sauf indication contraire, les informations mentionnées dans cette section peuvent être confirmées par la base de données cinématographiques IMDb,  présente dans la section « Liens externes ».
- Titre français : La Double Vie de Samantha
- Titre original : The Client List
- Réalisation : Eric Laneuville
- Scénario : Suzanne Martin (en)
- Décors : Phil Schmidt
  - Décorateur de plateau : Terry Lewis
- Costumes : Lorraine Carson
- Photographie : Tony Westman
- Casting :
- Montage : Lisa Jane Robison
- Musique : Richard Marvin
- Direction artistique : Teresa Weston
- Production : Ted Bauman, Lynne Bespflug, Howard Braunstein ; A.J. Rinella (coproducteur)
  - Production exécutive : Jennifer Love Hewitt, Howard Braunstein, Michael Jaffe et Dannielle Thomas
- Sociétés de production : Jaffe/Braunstein Films, Wintergreen Productions
- Société de distribution (télévision) : Lifetime Television (États-Unis)
- Genre :
- Pays d'origine :  États-Unis
- Langue originale : Anglais
- Format : Couleur - 1,78 : 1 - Son Dolby Digital
- Durée : 88 minutes
- Dates de diffusion :
  -  États-Unis : 19 juillet 2010 sur Lifetime
  -  France : 23 janvier 2012 sur M6

## Distribution
- Jennifer Love Hewitt (VF : Sophie Arthuys) : Samantha « Sam » Horton / « Brandy »
- Teddy Sears (VF : Jean-Pascal Quilichini) : Rex Horton
- Sonja Bennett (en) : Dee
- Lynda Boyd (en) (VF : Ariane Deviègue) : Jackie
- Chelah Horsdal (VF : Valérie Nosrée) : Doreen
- Heather Doerksen (VF : Pauline Vallès-Moingeon) : Tanya
- Kacey Rohl (VF : Audrey Sablé) : Emma
- Kandyse McClure (VF : Fatiha Chriette) : Laura
- Cybill Shepherd (VF : Annie Sinigalia) : Cassie[2]
- Garry Chalk (VF : Philippe Dumond) : Carl
- David Beairsto (VF : Philippe Siboulet) : Gary
- Chris Kahloon (VF : Gilduin Tissier) : Arthur

 Source et légende : version française (VF) sur RS Doublage

## Production

### Tournage
Le téléfilm a été tourné à Vancouver, en Colombie-Britannique, au Canada.

## Accueil

### Audience
Le téléfilm a été vu par 3,898 millions de téléspectateurs lors de sa première diffusion.

### Distinctions

#### Nominations et récompenses
Le téléfilm a reçu un Golden Globe pour la prestation d'actrice de Jennifer Love Hewitt dans la catégorie « Meilleure performance par une actrice dans une mini-série ou de Motion Picture Made pour la télévision ».

## Adaptation

### Série télévisée
Le 10 août 2011, Lifetime a annoncé la commande d'une série télévisée basée sur le téléfilm. Celui-ci servira de pilote à la série. Jennifer Love Hewitt joue un rôle différent et sera aussi producteur exécutif. La série a eu une commande de dix épisodes et la série est diffusée depuis le 8 avril 2012 sur cette même chaîne.